# Salvador Emilio Riverón Cortina
Salvador Emilio Riverón Cortina (* 7. Juli 1948 in Florida; † 22. Februar 2004) war Weihbischof in San Cristóbal de la Habana.

## Leben
Der Erzbischof von San Cristóbal de la Habana, Jaime Lucas Ortega y Alamino, weihte ihn am 3. März 1982 zum Priester.
Papst Johannes Paul II. ernannte ihn am 24. April 1999 zum Titularbischof von Vergi und zum Weihbischof in San Cristóbal de la Habana. Die Bischofsweihe spendete ihm der Erzbischof von San Cristóbal de la Habana, Jaime Lucas Kardinal Ortega y Alamino, am 12. Juni  desselben Jahres; Mitkonsekratoren waren Pedro Claro Meurice Estiu, Erzbischof von Santiago de Cuba, und Adolfo Rodríguez Herrera, Erzbischof von Camagüey.